# Chronologie des faits économiques et sociaux dans les années 1380
Chronologie de l'économie
Années 1370 - Années 1380 - Années 1390

## Événements
- Vers 1380 : 
  - création par les familles Humpis de Ravensburg, Mötteli de Buchhorn et Muntprat de Constance de la société de Ravensburg (Große Ravensburger Handelsgesellschaft (de)) active entre 1380 et 1530. Elle commercialise les toiles de lin et les futaines produites en Souabe puis étend ses réseaux aux principaux foyers économiques d’Europe occidentale (mer du Nord, Italie, Espagne). Elle atteint son apogée entre 1470 et 1480[1].
  - exportation de fer slovaque dans les ports anglais par la Baltique[2].
- 1380-1420 : crise économique en Catalogne[3].
- 1381-1384 : troubles sociaux en Europe occidentale. Révolte des chaperons blancs en Flandre. Révolte des paysans  ou « des travailleurs » en Angleterre. Révolte des Tuchins en Languedoc. Révolte de la Harelle en Normandie. Révolte des Maillotins à Paris[4].
- 1381 : commerce des esclaves attesté entre Java et l'Afrique de l'Est. Des sources chinoises signalent une ambassade javanaise qui apporte 300 esclaves noirs à la cour de Chine ; l'année suivante, une autre ambassade en fournit une centaine[5].
- 1382 : premier édit anti-pollution, interdisant l'émission de substances fétides à Paris, par Charles VI[6].
- 1382-1384 : épidémies de peste noire en France, Catalogne, Séville, Portugal, Italie du Nord, Londres, Kent, Irlande, Europe centrale, Baltique, Rhénanie et Pologne[7].
- 1383-1385 : canicule en été en France[8].
- 1386 : le roi de France Charles VI attribue à la Couronne le droit d'aubaine par lettres patentes en créant les « lettres de naturalité »[9].
- 1387 : traité entre Murad Ier et la république de Gênes, qui négocie avec les Ottomans pour son ravitaillement en blé[10].
- 1386-1401 : des marchands portugais ont une factorerie à Bruges en 1386. Des marchands des Algarves s'y établissent en 1387, ceux de Catalogne en 1389, ceux d'Aragon en 1401[11].